# (16105) Marksaunders
(16105) Marksaunders (1999 VL211) – planetoida z pasa głównego asteroid okrążająca Słońce w ciągu 5,35 lat w średniej odległości 3,06 j.a. Odkryta 14 listopada 1999 roku.